# Tô Vinh
Tô Vinh (tiếng Trung: 苏荣; sinh tháng 10 năm 1948) là chính khách nước Cộng hòa Nhân dân Trung Hoa. Ông bắt đầu sự nghiệp chính trị của mình tại quê hương Cát Lâm trước khi chuyển công tác đến các tỉnh Thanh Hải, Cam Túc, Giang Tây và lần lượt nhậm chức Bí thư Tỉnh ủy của cả ba tỉnh. Tháng 3 năm 2013, ông được bầu làm Phó Chủ tịch Ủy ban Toàn quốc Hội nghị Hiệp thương Chính trị Nhân dân Trung Quốc (CPPCC).
Ngày 14 tháng 6 năm 2014, Tô Vinh bị Ủy ban Kiểm tra Kỷ luật Trung ương Đảng Cộng sản Trung Quốc bắt giữ điều tra sau đó bị bãi miễn các chức vụ. Ngày 16 tháng 2 năm 2015, ông bị khai trừ khỏi Đảng Cộng sản Trung Quốc và chức vụ công, chuyển manh mối phạm tội, tang vật sang cơ quan tư pháp xử lý. Ngày 23 tháng 1 năm 2017, Tòa án Tế Nam tuyên phạt án tù chung thân, tước quyền chính trị suốt đời và tịch thu toàn bộ tài sản cá nhân về tội nhận hối lộ đối với Tô Vinh.

## Tiểu sử

### Thân thế
Tô Vinh là người Hán sinh tháng 10 năm 1948, người huyện Thao Nam, tỉnh Liêu Bắc, khu Giải phóng Đông Bắc Đảng Cộng sản Trung Quốc nay thuộc thành phố cấp huyện Thao Nam, thành phố Bạch Thành, tỉnh Cát Lâm.

### Giáo dục
Tháng 3 năm 1994 đến tháng 5 năm 1994, ông theo học lớp nâng cao cán bộ cấp tỉnh bộ tại Trường Đảng Trung ương Đảng Cộng sản Trung Quốc.
Năm 1994 đến năm 1997, Tô Vinh theo học nghiên cứu sinh tại chức chuyên ngành kinh tế thế giới khoa kinh tế quốc tế, Học viện Quản lý kinh tế thuộc Đại học Cát Lâm và được trao học vị thạc sĩ kinh tế học.
Tháng 3 năm 2003 đến tháng 5 năm 2003, ông lại một lần nữa theo học lớp nâng cao cán bộ cấp tỉnh bộ tại Trường Đảng Trung ương Đảng Cộng sản Trung Quốc.

### Sự nghiệp

#### Sự nghiệp tại Cát Lâm
Tháng 8 năm 1968, Tô Vinh bắt đầu làm kế toán rồi Phó Bí thư Chi bộ Đảng của đại đội Tân Lực, công xã Na Kim, thành phố Bạch Thành, tỉnh Cát Lâm. Tháng 1 năm 1970, Tô Vinh gia nhập Đảng Cộng sản Trung Quốc.
Tháng 1 năm 1974, ông được bổ nhiệm làm Phó Bí thư Đảng ủy công xã Na Kim rồi Bí thư Đảng ủy công xã Na Kim thuộc huyện Thao An, tỉnh Cát Lâm.
Tháng 3 năm 1975, ông được bầu làm Ủy viên Ban Thường vụ Huyện ủy Thao An giữ chức Bí thư Đảng ủy công xã Na Kim rồi Bí thư Đảng ủy công xã Lĩnh Hạ. Tháng 6 năm 1980, ông được bổ nhiệm giữ chức Phó Bí thư Huyện ủy Thao An, tỉnh Cát Lâm.
Tháng 3 năm 1983, ông được bổ nhiệm làm Ủy viên Địa ủy địa khu Bạch Thành kiêm Bí thư Huyện ủy Phù Dư, tỉnh Cát Lâm. Tháng 5 năm 1985, ông được bổ nhiệm giữ chức Phó Bí thư Địa ủy địa khu Bạch Thành, Chuyên viên Cơ quan hành chính Địa khu Bạch Thành nay là thành phố Bạch Thành, tỉnh Cát Lâm. Tháng 8 năm 1987, ông nhậm chức Bí thư Địa ủy địa khu Bạch Thành, Chuyên viên Cơ quan hành chính Địa khu Bạch Thành. Tháng 1 năm 1988, ông thôi kiêm nhiệm chức vụ Chuyên viên Cơ quan hành chính Địa khu Bạch Thành.
Tháng 12 năm 1989, ông được luân chuyển làm Bí thư Thành ủy Tứ Bình, tỉnh Cát Lâm. Tháng 3 năm 1990, ông được bầu kiêm nhiệm chức vụ Chủ nhiệm Ủy ban Thường vụ Đại hội đại biểu nhân dân thành phố Tứ Bình.
Tháng 12 năm 1992, Tô Vinh được bầu làm Ủy viên Ban Thường vụ Tỉnh ủy Cát Lâm kiêm Tổng Thư ký Tỉnh ủy Cát Lâm.
Tháng 6 năm 1995, ông được luân chuyển giữ chức Ủy viên Ban Thường vụ Tỉnh ủy Cát Lâm kiêm Bí thư Châu ủy Châu tự trị dân tộc Triều Tiên Diên Biên. Tháng 10 năm 1996, ông được bổ nhiệm làm Phó Bí thư Tỉnh ủy Cát Lâm kiêm Bí thư Châu ủy Châu tự trị dân tộc Triều Tiên Diên Biên. Tháng 1 năm 1998, ông được miễn nhiệm chức vụ Bí thư Châu ủy Châu tự trị dân tộc Triều Tiên Diên Biên.

#### Sự nghiệp tại Thanh Hải, Cam Túc và Giang Tây
Tháng 10 năm 2001, Tô Vinh được luân chuyển đến tỉnh Thanh Hải ở Tây Bắc Trung Quốc nhậm chức Bí thư Tỉnh ủy Thanh Hải kiêm Bí thư thứ nhất Đảng ủy Quân khu tỉnh Thanh Hải. Tháng 1 năm 2002, ông được bầu kiêm nhiệm chức vụ Chủ nhiệm Ủy ban Thường vụ Đại hội đại biểu nhân dân tỉnh Thanh Hải.
Tháng 8 năm 2003, ông được điều về làm Bí thư Tỉnh ủy Cam Túc kiêm Bí thư thứ nhất Đảng ủy Quân khu tỉnh Cam Túc. Tháng 1 năm 2004, ông được bầu kiêm nhiệm chức vụ Chủ nhiệm Ủy ban Thường vụ Đại hội đại biểu nhân dân tỉnh Cam Túc.
Tháng 6 năm 2006, Tô Vinh được bổ nhiệm giữ chức Phó Hiệu trưởng Thường trực Trường Đảng Trung ương Đảng Cộng sản Trung Quốc, hàm Bộ trưởng. Vào thời điểm đó, hiệu trưởng là Phó Chủ tịch nước Cộng hòa Nhân dân Trung Hoa Tăng Khánh Hồng.
Tháng 11 năm 2007, Tô Vinh được luân chuyển làm Bí thư Tỉnh ủy Giang Tây kiêm Bí thư thứ nhất Đảng ủy Quân khu tỉnh Giang Tây thay cho ông Mạnh Kiến Trụ. Tháng 1 năm 2008, ông được bầu kiêm nhiệm chức vụ Chủ nhiệm Ủy ban Thường vụ Đại hội đại biểu nhân dân tỉnh Giang Tây.
Ông là Ủy viên dự khuyết Ban Chấp hành Trung ương Đảng Cộng sản Trung Quốc các khóa XIV (1992 - 1997), XV (1997 - 2002) và Ủy viên chính thức Ban Chấp hành Trung ương Đảng Cộng sản Trung Quốc các khóa XVI (2002 - 2007) và khóa XVII (2007 - 2012).

#### Ủy ban Toàn quốc Chính hiệp
Ngày 11 tháng 3 năm 2013, phiên họp toàn thể lần thứ 4 kỳ họp thứ nhất khóa XII Chính hiệp Trung Quốc nhiệm kỳ 2013 đến năm 2018 đã bầu Tô Vinh làm một trong 23 Phó Chủ tịch Ủy ban Toàn quốc Hội nghị Hiệp thương Chính trị Nhân dân Trung Quốc thuộc hàng ngũ "người lãnh đạo đảng, nhà nước".

## Vi phạm kỷ luật nghiêm trọng
Ngày 14 tháng 6 năm 2014, truyền thông Trung Quốc đưa tin ông Tô Vinh, Phó Chủ tịch Ủy ban toàn quốc Hội nghị Chính trị hiệp thương nhân dân Trung Quốc (CPPCC) bị điều tra vì tội "vi phạm kỷ luật đảng và nhà nước". Ở Trung Quốc, "vi phạm kỷ luật đảng và nhà nước" đồng nghĩa với tội tham nhũng. Theo tạp chí "Kinh tế Trung Quốc" thì ông Tô Vinh bị tố liên quan đến một vụ mua bán đất đai phi pháp khi ông còn làm Bí thư Tỉnh ủy Giang Tây.
Ngày 25 tháng 6 năm 2014, hội nghị lần thứ sáu của Ủy ban toàn quốc Hội nghị Chính trị hiệp thương nhân dân Trung Quốc (CPPCC) khóa XII đã biểu quyết thông qua việc cách chức ông Tô Vinh - Phó Chủ tịch Ủy ban Toàn quốc Chính hiệp.
Ngày 16 tháng 2 năm 2015, Ủy ban Kiểm tra Kỷ luật Trung ương Đảng Cộng sản Trung Quốc thông báo nguyên Phó Chủ tịch Hội nghị Hiệp thương Chính trị Nhân dân Trung Quốc Tô Vinh đã bị khai trừ khỏi Đảng Cộng sản Trung Quốc và tước bỏ mọi chức vụ đồng thời bị điều tra về tội nhận hối lộ, chuyển hồ sơ sang tư pháp xử lý. Một ngày sau, Viện Kiểm sát Tối cao thông báo thực hiện biện pháp cưỡng chế đối với Tô Vinh. Theo đó, ông bị nghi ngờ nhận"những khoản hối lộ lớn"để tìm cách thăng chức cho các cán bộ và làm lợi cho doanh nghiệp. Thậm chí, ông còn lạm dụng chức quyền để nâng đỡ người thân.
Ngày 16 tháng 7 năm 2016, Viện Kiểm sát Nhân dân Tối cao Trung Quốc thông báo kết thúc điều tra, chuyển hồ sơ sang Viện Kiểm sát Tế Nam để khởi tố Tô Vinh.
Ngày 23 tháng 1 năm 2017, Tòa án thành phố Tế Nam, tỉnh Sơn Đông đã tuyên án tù chung thân với cựu Phó Chủ tịch Hội nghị Hiệp thương Chính trị Nhân dân Tô Vinh, đồng thời tước quyền chính trị suốt đời và tịch thu toàn bộ tài sản cá nhân về tội nhận hối lộ.
Cáo trạng cho biết, từ 2002 đến năm 2014, Tô Vinh đã lợi dụng các chức vụ Bí thư Tỉnh ủy Thanh Hải, Bí thư Tỉnh ủy Cam Túc, Phó Hiệu trưởng Trường Đảng Trung ương, Bí thư Tỉnh ủy Giang Tây, để giúp đỡ đơn vị và cá nhân kinh doanh làm ăn, đề bạt chức vụ, trực tiếp hoặc gián tiếp nhận hối lộ 116 triệu NDT (382 tỷ VND). Năm 2009, trong quá trình cải tổ công ty TNHH gang thép Nam Xương, Tô Vinh khi đó là Bí thư tỉnh Giang Tây, đã lạm dụng chức quyền khiến tài sản công thất thoát nghiêm trọng, gây ảnh hưởng xấu tới xã hội. Ngoài ra, Tô Vinh còn có tài sản hơn 80 triệu NDT (hơn 264 tỷ VND) không thể giải trình được nguồn gốc.
Tô Vinh đã chấp nhận bản án và không kháng cáo.